# Borducedo Grande
Borducedo Grande (llamada oficialmente Vorducedo Grande) es una aldea española situada en la parroquia de Vizoño, del municipio de Abegondo, en la provincia de La Coruña, Galicia.

## Demografía
| Gráfica de evolución demográfica de Borducedo Grande entre 1999 y 2018 |
|                                                                        |
| Datos según el nomenclátor publicado por el INE.                       |